# Anophthalmus hitleri
Anophthalmus hitleri är en art med blinda grottlevande jordlöpare som beskrevs 1937 av Oskar Scheibel och bara är känd från omkring femton fuktiga grottor i Slovenien. Den blinda skalbaggen ingår i släktet Anophthalmus med 42 arter. Medlemmarna inom dess underfamilj Trechinae är rovdjur, liksom merparten jordlöpare, varför både imago och larver av A. hitleri antas vara rovdjur.

## Namn
Arten beskrevs och namnades 1937 av den österrikiska insektssamlaren Oskar Scheibel, som 1933 hade köpt ett specimen av den tidigare okända arten. Han gav den sitt namn för att hedra Adolf Hitler, som nyligen blivit Tysklands rikskansler. Dedikationen gick inte obemärkt förbi, och Hitler skickade Scheibel ett tackbrev. Släktnamnet refererar till grekiskans a(n) (negation) och ofthalmos 'öga', vilket alltså betyder "utan ögon".
Arten uppvisar inga anmärkningsvärda egenskaper, som starka färger eller ovanliga antenner, men har på grund av sitt namn blivit intressant för insektssamlare och samlare av nazistisk memorabilia. Vissa menar att detta utsätter skalbaggen för utrotningshot, men andra menar att hotet från samlare är kraftigt överdriver.
Även om många har föreslagit att arten borde döpas om, menar International Code of Zoological Nomenclatures prioritetsprincip att det första giltiga namn som är publicerat för en art är dess korrekta namn, och medan ICZN starkt avråder författare från att publicera namn som kan anses stötande, tillåter detta i allmänhet inte att ett namn som uppfattas som stötande ogiltigförklaras när det väl har publicerats. International Commission on Zoological Nomenclature (ICZN) president Thomas Pape sa, angående A. hitleris namn: "Det var inte stötande när det föreslogs, och det kanske inte är stötande om 100 år." En potentiell lösning som föreslagits av ICZN:s vicepresidenten, Patrice Bouchard, är att "ändra trivialnamnet", och i september 2023 föreslogs därför namnet Slovenian blind cave beetle, vilket skulle kunna översättas till "Slovensk blind grottbagge".